# Фурмуа, Теодор

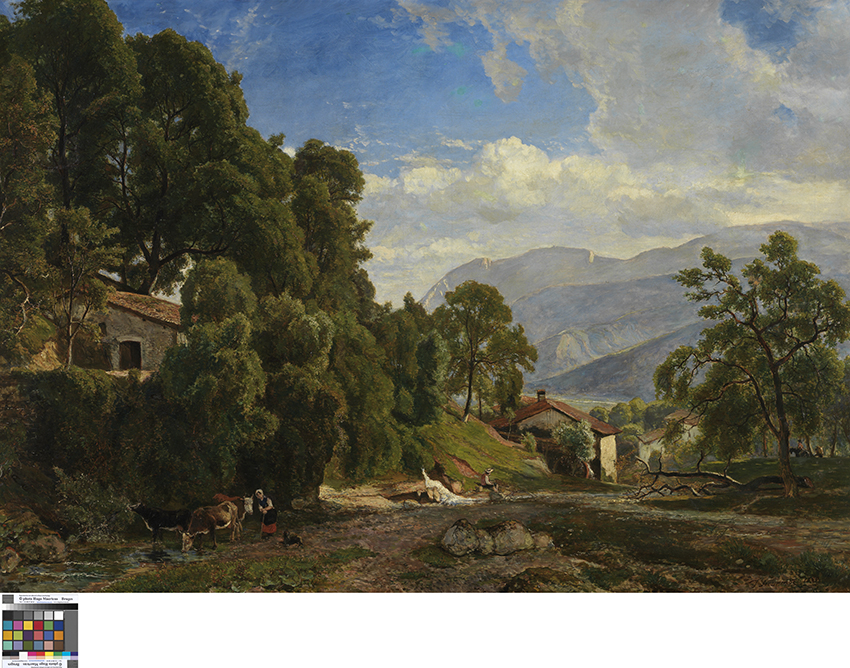
Пейзаж

Теодор Фурмуа (фр. Théodore Fourmois; 14 октября 1814, Эзо-Прель. Бельгия — октябрь 1871, Иксель) — бельгийский живописец-пейзажист и гравёр.

## Биография
Начал свою художественную карьеру рисовальщиком в одном из литографических заведений своего родного города, но занявшись потом, без помощи учителя, живописью акварельными и масляными красками, достиг значительного совершенства в ней.
Его произведения исполнены всегда старательно, со вкусом, свежи по краскам и верно передают натуру. Мотивы для них находил большей частью в окрестностях Брюсселя в Арденнских горах. В музее Императорской академии художеств (в Кушелевской галерее) есть образец его живописи, картина «Перед бурей» (1851). Из прочих его работ, важнейшие — виды в парке при замке графа Ультремона, «Хижины в Кампине» (в брюссельской галерее), «Берега Эмблевы» и «Болото» (с фигурами Т’схагена).

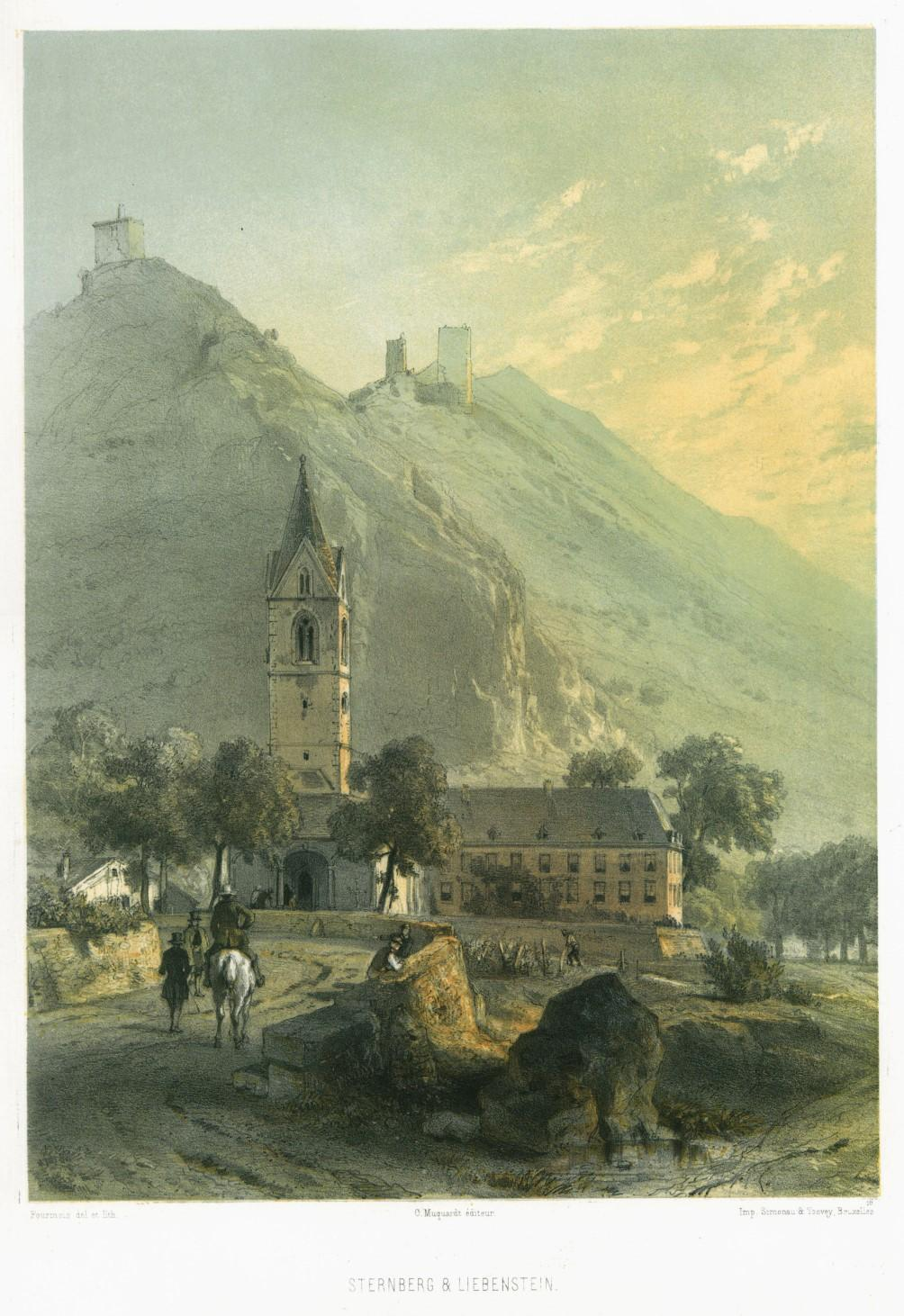
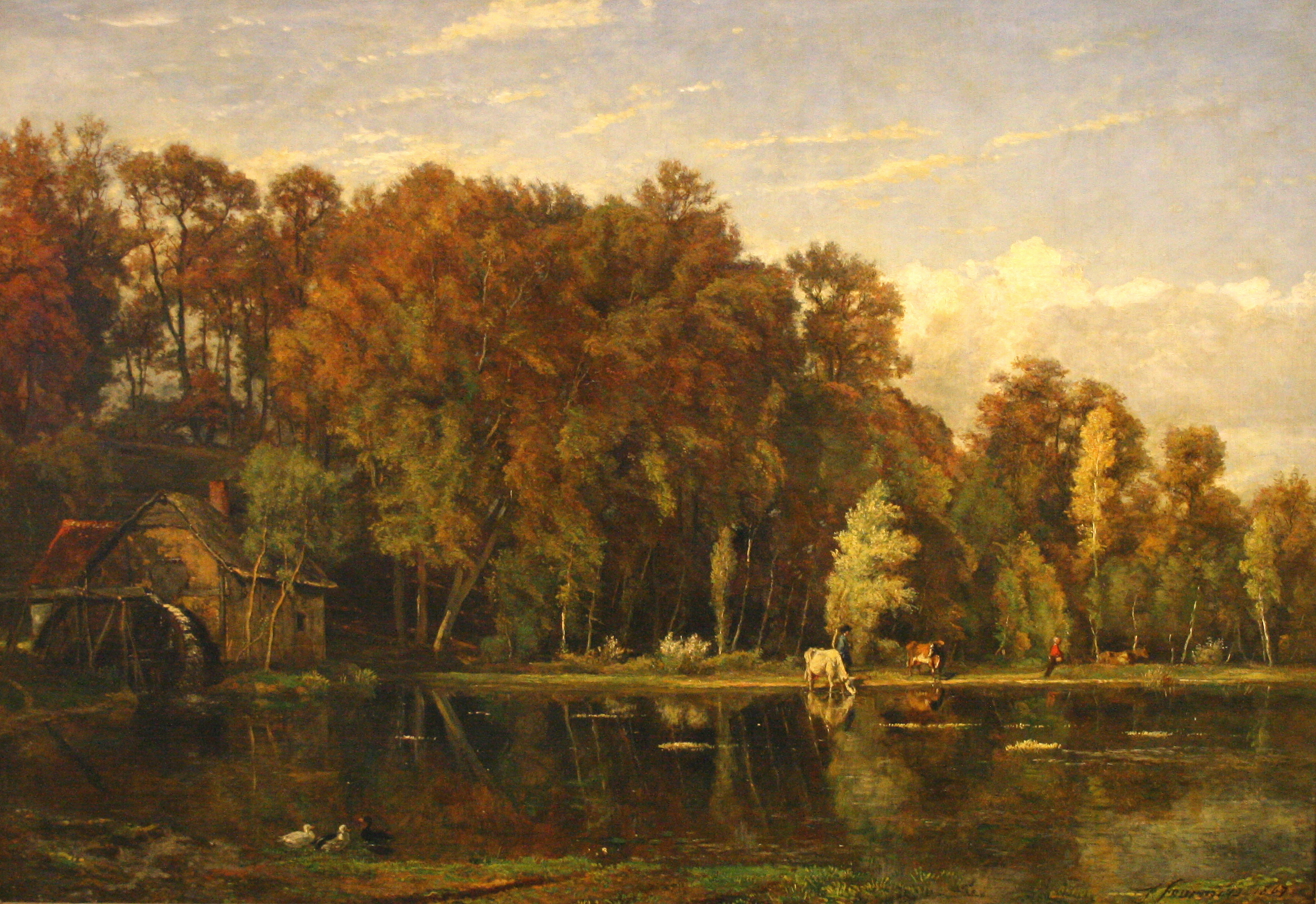
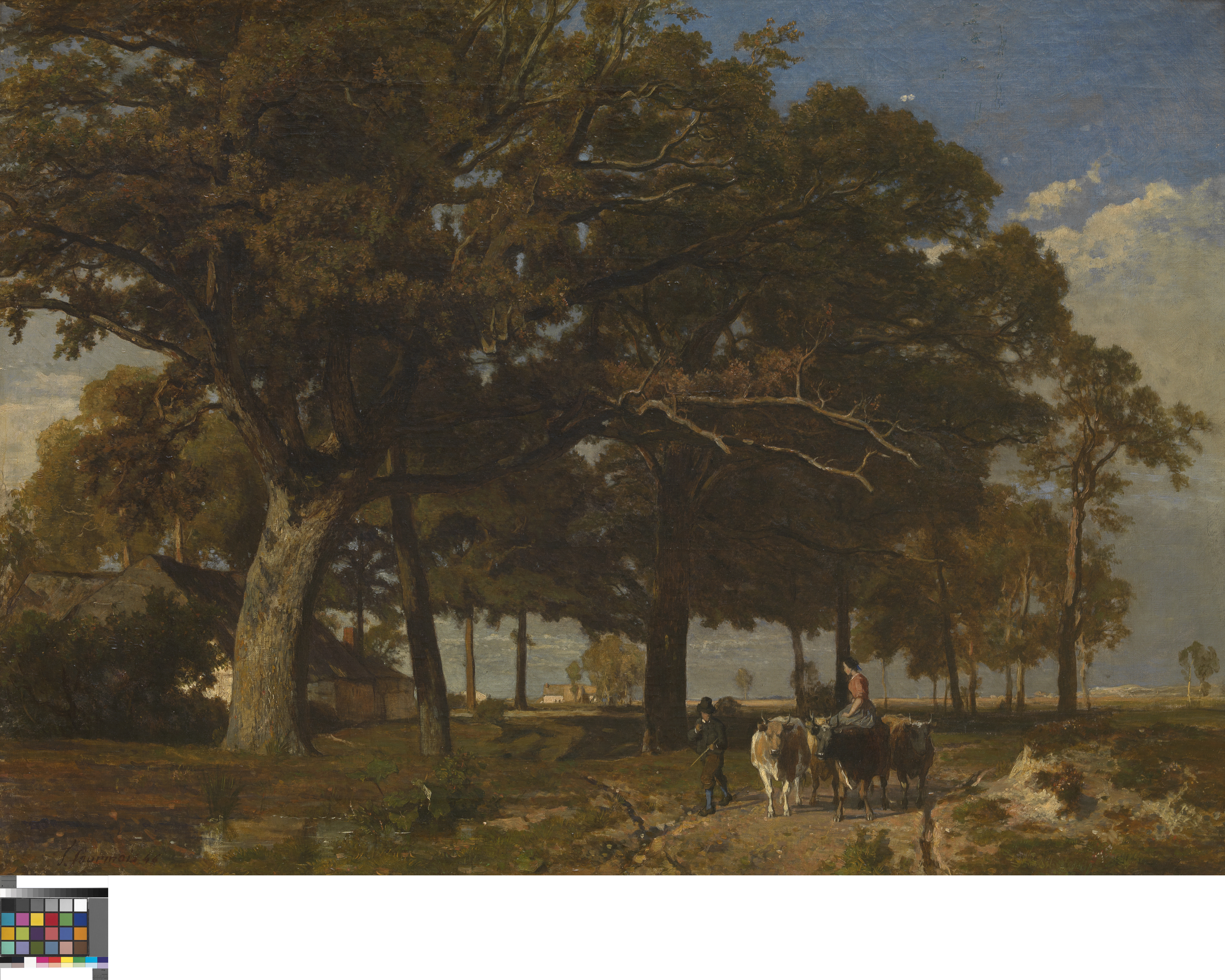
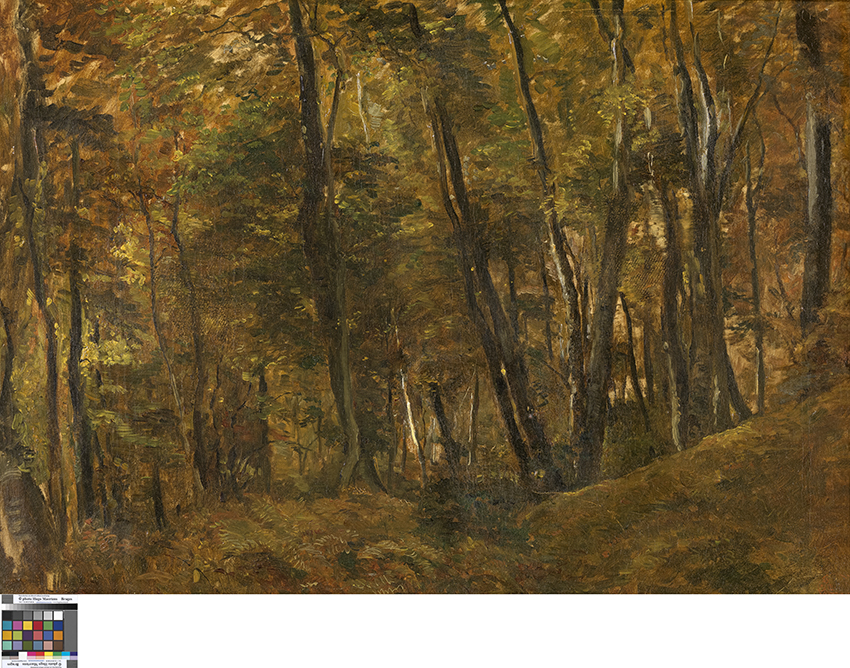